# Only Human
Only Human (англ. «Всего лишь человек») — четвёртый студийный альбом британской певицы Шерил Коул, выпущенный 7 ноября 2014 года лейблом Polydor Records. Альбом занял седьмую строку британского чарта и достиг в Британии серебряного статуса по продажам.

## Об альбоме
Свою четвертую пластинку Шерил решила сделать более концептуальной, использовав в качестве вступления отрывок речи философа Алана Уотса о том, что деньги не гарантируют счастья и занятие в жизни нужно выбирать по душе. «По социальным сетям мне знакомы многие дети и подростки, которые никак не могут найти свою дорогу в жизни и пребывают в замешательстве. Это послание показалось мне очень достойным», — рассказала певица в одном из интервью. «Мне хотелось привнести в жизни слушателей немного света, надеюсь, что моя запись подарит им надежду и хорошее настроение». Несмотря на смешанные отзывы критиков, благодаря явно выраженному посылу и общей идее пластинка была названа «самой связной за её карьеру».
Помимо самой Шерил, ставшей соавтором нескольких песен, в числе прочих в работе над материалом для альбома были задействованы австралийская автор и исполнительница Сия Ферлер и экс-коллега Шерил по Girls Aloud Никола Робертс.

## Синглы
- «Crazy Stupid Love» — (англ. «Безумная Глупая Любовь»), релиз 18.07.2014. Ставшая первым синглом с «Only Human» танцевальная песня изначально предназначалась для Кайли Миноуг, но была отвергнута её продюсерами как «слишком попсовая», после чего попала к Шерил[8]. В записи принял участие рэпер Tinie Tempah.
- «I Don’t Care» — (англ. «Меня не волнует»), релиз 31.10.2014. Выбор второго сингла был продиктован настроениями Шерил, «именно так я себя сейчас и чувствую», — поделилась она в интервью. Видеоклип, в котором Шерил в безразмерном свитере гуляет по побережью, отдыхает на яхте и веселится с друзьями, снимался в Испании[9]. Позже автор песни, Бонни Макки сообщила, что видела композицию несколько иначе и хотела дать ей другое название[10], тем не менее, версия Шерил пришлась слушателям по душе и так же попала на первую строчку чарта, сделав певицу единственной британской исполнительницей, пять раз занимавшей первую строчку национального хит-парада[11].
- «Only Human» — (англ. «Всего лишь человек»), релиз 22.03.2015. Последним синглом с альбома была выбрана одноимённая балладная композиция. Несмотря на позитивные комментарии критиков в адрес как самой песни[12], так и видеоклипа[13], в чарт сингл так и не попал.

## Список композиций
1. «Intro» — 1:51
2. «Live Life Now» — 2:54
3. «It’s About Time» — 3:49
4. «Crazy Stupid Love» (featuring Tinie Tempah) — 3:45
5. «Waiting For Lightning» — 3:56
6. «I Don’t Care» — 4:00
7. «Only Human» — 3:34
8. «Stars» — 2:57
9. «Throwback» — 3:04
10. «All in One Night» — 3:09
11. «Goodbye Means Hello» — 3:46
12. «Coming Up For Air» (featuring Joel Compass) — 4:21
13. «Fight On» — 3:33
14. «Yellow Love» — 3:51
15. «Beats N Bass» — 2:59

### Deluxe Edition
1. «Tattoo» — 3:07
2. «Firecracker» — 3: 32
3. «I Won’t Break» — 3:37

### iTunes deluxe edition
1. «Only Human» (Interview) — 2:41

## Позиции в чартах
| Чарты (2014)   | Место |
| -------------- | ----- |
| Великобритания | 7     |
| Ирландия       | 9     |
| Шотландия      | 8     |
| Бельгия        | 198   |